# Gildo Siorpaes
Gildo Siorpaes (Cortina d'Ampezzo, 12 gennaio 1938) è un ex bobbista, sciatore alpino e allenatore di sci alpino italiano.

## Biografia
Siorpaes proviene da una famiglia di grandi tradizioni negli sport invernali: è nipote della guida alpina Santo, fratello dello sciatore alpino Roberto e del bobbista Sergio e zio del bobbista Roberto.

### Carriera agonistica
Siorpaes a livello agonistico praticò prevalentemente lo sci alpino: iniziò a gareggiare nel 1956 e fu membro della nazionale italiana dal 1960 al 1974. Sciatore polivalente, in campo internazionale  debuttò nel 1961 al Grand Prix du Chamonix (23-26 febbraio), dove si classificò 12º nella discesa libera, 19º nello slalom speciale e 8º nella combinata, e partecipò alla sua ultima gara nel 1963, la discesa libera del trofeo Arlberg-Kandahar disputata a Chamonix il 9 marzo e chiusa da Siorpaes al 22º posto; nello stesso anno conquistò il titolo nazionale nella discesa libera.
Prese parte ai IX Giochi olimpici invernali di Innsbruck 1964, sua unica presenza olimpica, gareggiando nel bob a quattro maschile nell'equipaggio composto anche da Eugenio Monti, Benito Rigoni e suo fratello Sergio che vinse la medaglia di bronzo. Chiuse la sua carriera agonistica ai Campionati italiani di sci alpino 1965, dove vinse la medaglia di bronzo nella discesa libera; non prese parte a rassegne iridate.

### Carriera da allenatore
Maestro di sci, dal 1967 al 1970 fu allenatore della nazionale italiana femminile (prima B, poi A); dal 1979 al 1995 fu direttore di una scuola sci nella natia Cortina d'Ampezzo, dove ricoprì anche l'incarico di presidente del locale sci club dal 1980 al 1982.

## Palmarès

### Bob

#### Olimpiadi
- 1 medaglia:
  - 1 bronzo (bob a quattro a Innsbruck 1964)

### Sci alpino

#### Campionati italiani
- 3 medaglie[6]:
  - 1 oro (discesa libera nel 1963)
  - 2 bronzi (discesa libera nel 1964; discesa libera nel 1965)